# FK Voliny Luck
A Voliny Luck (ukránul: Футбольний клуб Волинь Луцьк, magyar átírásban: Futbolnij klub Voliny Luck, oroszul: ФК Волынь Луцк) ukrán labdarúgócsapat Luck városában, Ukrajnában. Jelenleg az ukrán élvonalban szerepel.

## Korábbi elnevezései
- 1960–1968: Voliny Luck
- 1968–1989: Torpedo Luck
- 1989–2001: Voliny Luck
- 2001–2002: SZK Voliny–1

2002 óta jelenlegi nevén szerepel.

## Külső hivatkozások
- Hivatalos honlap (ukránul)